# Порушаспа
Порушаспа (перс. پوروشسب‎) — сын Падирагтараспы, отец Заратустры.
Согласно традиции Порушаспа жил в правление царя Кави Арватаспы и был жрецом-заклинателем. Его дом стоял на реке Дареджа. Порушаспа женился на девушке, которую звали Дукхда. После череды чудесных событий вокруг зачатия они стали родителями будущего пророка Заратустры.